# Gilgil
Gilgil – miasto w Kenii, w hrabstwie Nakuru. W 2019 liczyło 60,7 tys. mieszkańców. Około 5 km na północny zachód od miasta znajduje się Jezioro Elmenteita. 